# Медичи, Франческо Мария
Франче́ско Мари́я Ме́дичи (лат. Franciscus Maria Medices, итал. Francesco Maria de Medici; 12 ноября 1660, Флоренция, Великое герцогство Тосканское — 3 февраля 1711, там же) — тосканский принц из дома Медичи, младший сын Фердинанда II, великого герцога Тосканы. Кардинал-дьякон с титулом церкви Санта-Мария-ин-Домника без рукоположения в сан. Одновременно с церковным служением был правителем Сиены и носил титулы герцога Ровере и герцога Монтефельтро. Ради сохранения династии, отказался от кардинальского сана и сочетался браком с Элеонорой Луизой, принцессой из Гвастальской ветви дома Гонзага; умер, не оставив потомства.

## Биография

### Ранние годы
Франческо Мария Медичи родился во Флоренции 12 ноября 1660 года. Принц был младшим сыном и вторым ребёнком великого герцога тосканского Фердинанда II и Виктории Урбинской, принцессы из дома Делла Ровере. По отцовской линии он приходился внуком Козимо II, великому герцогу Тосканы и Марии Магдалине Австрийской, эрцгерцогине из дома Габсбургов. По материнской линии был внуком Федерико Убальдо, герцога Урбино и Клавдии Тосканской, принцессы из дома Медичи. Рождение принца ознаменовало собой примирение между его родителями после конфликта, длившегося в течение восемнадцати лет. Торжества по случаю рождения Франческо Марии продолжались три дня. 15 ноября 1660 года его крестили в капелле дворца Питти. Обряд совершил Роберто Строцци, епископ Фьезоле. Восприемником принца стал двоюродный дед, кардинал Карло Медичи.
Между Франческо Марией и детьми его старшего брата — племянниками Фердинандо, Джан Гастоне и Анной Марией Луизой была небольшая разница в возрасте. В раннем детстве ими занимались одни и те же воспитатели и учителя, например, гувернантка Елена Гаэтани-Борромеи, с которой принц изображён на одном из своих детских портретов 1663—1664 года кисти Сустерманса. Наставничество над юным Франческо Марией было поручено Филиппу Панноккьески, графу д’Эльчи.
С ранних лет принца готовили к церковной карьере. В 1666 году римский папа Александр VII даровал ему препозитуру в Прато и Санта-Мария-ин-Кастелло. В 1667 году он стал великим приором Иерусалимского ордена, и римский папа Климент IX закрепил за ним приорат Гроба Господня в Пизе. В 1670 году римский папа Климент X передал Франческо Марии инвеституры в Кастель-Леоне и частью в Торре-Мирабелла с монастырской землёй аббатства Святого Лаврентия в поле, которые находились на территории бывшего урбинского герцогства. Акт передачи был подтверждён римским папой Александром VIII. В 1673 году принц получил пансион в двадцать две тысячи скудо от архиепископства Монреале. В 1675 году Франческо Мария стал аббатом-коммендатарием монастырей святого Гальгана близ Сиены и святого Стефана в Карраре. По диспенсации, предоставленной ему римским папой Климентом X, 23 ноября 1671 года он принял тонзуру.
Образование Франческо Марии было разносторонним. Ему преподавали историю, географию, литературу, физику, астрономию и математику. Учителями принца были математик Микеланджело Риччи, логик Джузеппе Дель Папа, математик и астроном Винченцо Вивиани. Дипломаты в переписке сообщали о живом характере и куртуазности принца, что никак не вязалось с предстоящей ему церковной карьерой. Франческо Мария вёл себя легкомысленно и заслужил репутацию беспечного человека. Благочестию он предпочитал кутёж, охоту и отдых на природе, и все свои развлечения делил со старшим племянником, который был младше его на три года. У них было общее увлечение музыкой и театром. В 1675 году принц принял под своё покровительство театрально-музыкальную Академию Совершенных (итал. Accademia degli Affinati), предоставив им особняк святого Марка во Флоренции. Он поддерживал их материально, участвовал в подборе актёров и певцов и в художественном оформлении постановок.

### Правитель и кардинал

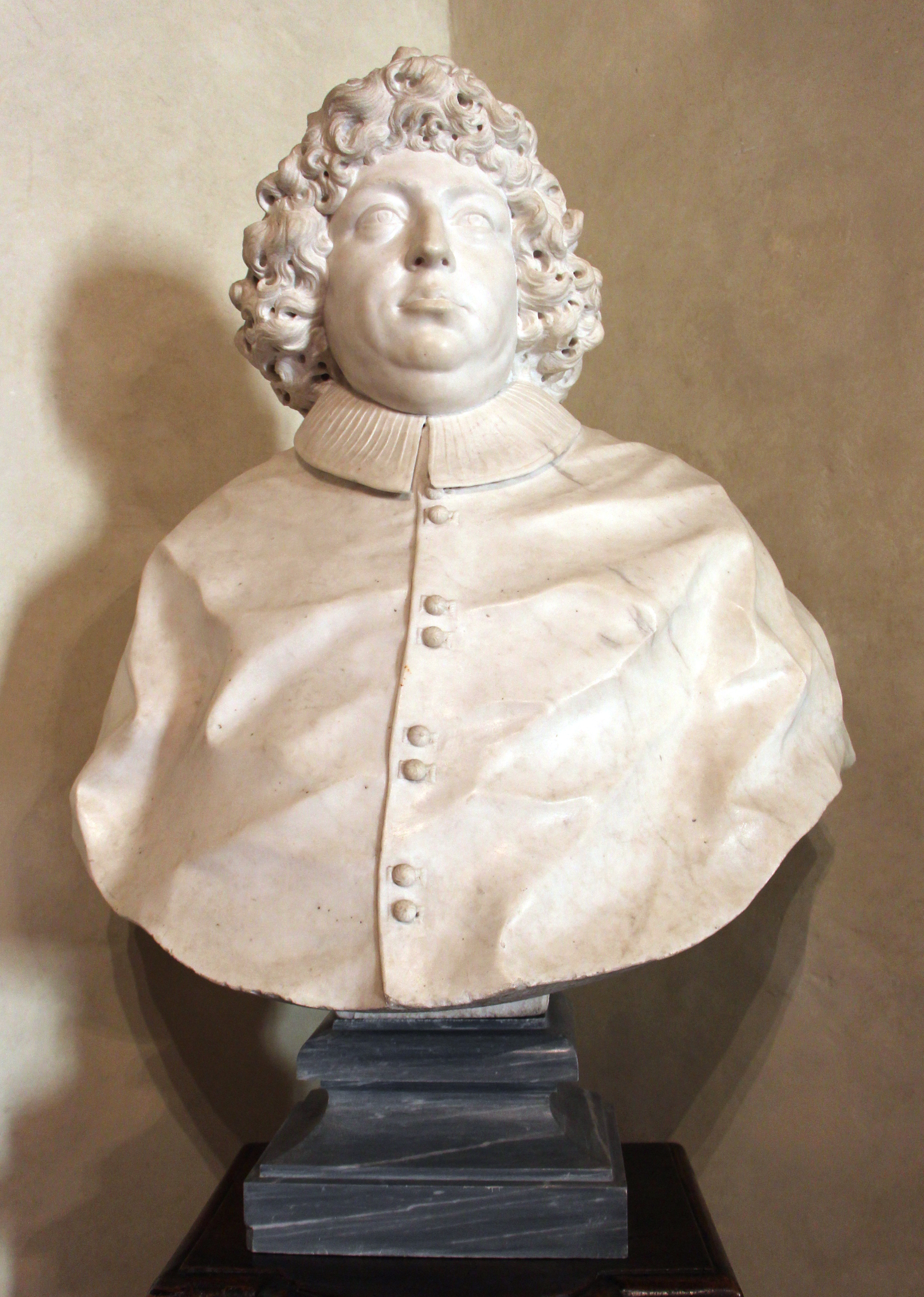
Бюст работы Джован Баттисты Фоджини (ок. 1686)

В 1677 году, вместе с матерью и наставником, Франческо Мария, впервые посетил Сиену. 10 марта 1683 года Козимо III назначил его новым губернатором этого города и провинции. Опасения великого герцога, связанные со способностями младшего брата к административной работе, не оправдались. За время своего правления Франческо Мария укрепил положение дома Медичи в феоде, завязав многочисленные официальные и неофициальные контакты. В качестве третейского судьи, принц рассматривал жалобы подданных и участвовал в расследовании преступлений, совершённых на территории иностранных военных гарнизонов в Орбетелло и Таламоне. В октябре 1694 года он начал программу по осушению болот и заселению области Маремма, предоставив переселенцам налоговые и другие льготы. Большое внимание им уделялось местному образованию.
2 сентября 1686 года римский папа Иннокентий XI возвёл его в сан кардинала. Кардинальскую шапку во Флоренцию привёз папский камергер Алессандро Сфорца. Официальная церемония возведения в сан состоялась через двадцать дней. В декабре 1686 года Франческо Мария прибыл в Рим. Резиденцией нового кардинала из дома Медичи стал дворец Мадама, в котором он жил во время пребывания в апостольской столице. Остальное время принц проводил на вилле Лаппеджи в великом герцогстве Тосканском.
9 июля 1687 года он получил титул кардинала-дьякона с титулом церкви Санта-Мария-ин-Домника. В папской курии с 1688 по 1708 год Франческо Мария занимал посты в конгрегациях Совета, Пропаганды Веры, Обрядов и Доктрины. В 1690—1708 годах он заседал в Верховном трибунале апостольской сигнатуры. В 1701—1708 годах входил в состав конгрегации Индекса. С 1689 по 1703 год  при Святом Престоле был протектором германского и испанского королевств под правлением дома Габсбургов. В 1703 году стал протектором французского и испанского королевств под правлением дома Бурбонов. Принц также был протектором орденов сервитов и валломброзиан. В 1703 году в качестве аббата-коммендатария возглавил аббатство Маршьенн, в 1708 году — аббатство Сен-Аманд. Трижды участвовал в выборах римских пап: на конклаве 1689 года, избравшем Александра VIII, конклаве 1691 года, избравшем Иннокентия XII, и конклаве 1700 года, избравшем Климента XI.
Во время войны за испанское наследство вёл активную дипломатическую переписку из Рима с послами в Мадриде и Вене, пытаясь гарантировать нейтралитет Савойского герцогства для сохранения мира на Апеннинском полуострове. Франческо Мария постоянно переписывался с племянниками Фердинандом и Джан Гастоне, с женой старшего племянника Виолантой Беатрисой и племянницей Анной Марией Луизой, в замужестве ставшей курфюрстиной Пфальца. Последняя в своих письмах призывала дядю к воздержанности, прежде всего в еде, так, как он сильно располнел из-за неумеренного аппетита.
Став кардиналом, принц продолжил вести светскую жизнь. По его заказу в 1698 году архитектор Антонио Ферри реконструировал виллу Лаппеджи. Франческо Мария был страстным коллекционером. В его собрание картин входили произведения Тициана, Бартоломео Лигоцци, Пьетро Дандини и Рески; последнему он оказывал своё покровительство. Особенный интерес принц проявлял к китайскому и японскому фарфору. Коллекционировал он и святые реликвии; в его собрании находилось более тысячи артефактов. Другой страстью принца был театр. Помимо Академии Совершенных во Флоренции, он покровительствовал театральным объединениям в городах Пеша, Пистойя, Ливорно, Пиза и Сиена.
Франческо Мария всегда интересовался наукой. Он активно переписывался со многими учёными своего времени, среди которых были философ Лоренцо Магалотти и историограф Лудовико Антонио Муратори. Принц поддерживал общение с неаполитанским издателем Антонио Булифоном, который подарил несколько книг для его библиотеки. Покровительством мецената пользовались поэты Лудовико Адимари, Винченцо Филикайя и Джованни Баттиста Фаджуоли; последний часто гостил у него на вилле. Сам Франческо Мария редко выезжал за границы великого герцогства Тосканского. Так, в 1699 году он посетил Модену для участия в торжествах по случаю свадьбы венгерского короля Иосифа и принцессы Вильгельмины Амалии, а в 1702 году он прибыл в Неаполь на встречу с новым испанским королём Филиппом V.

### Брак

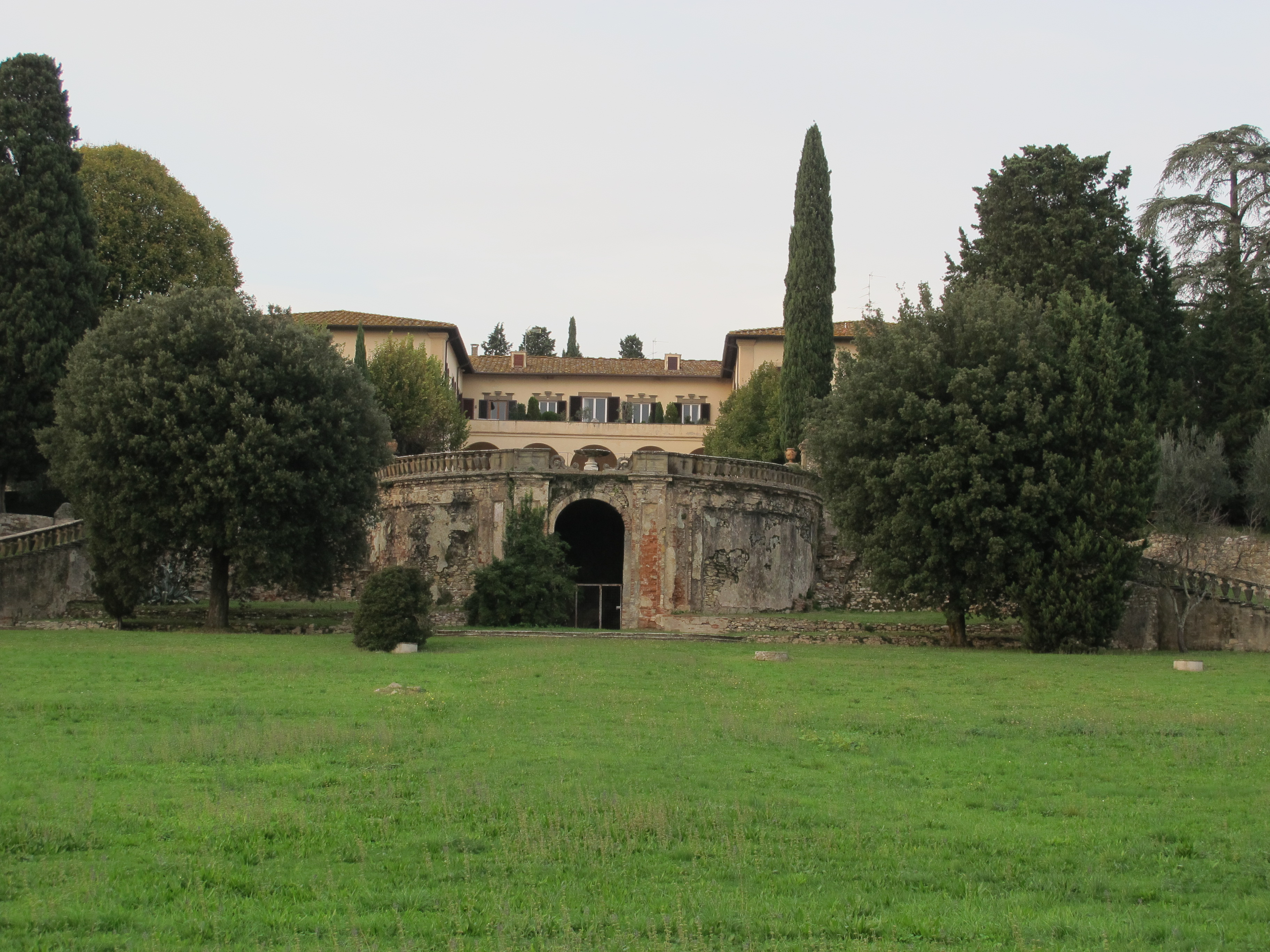
Вилла Лаппеджи

Браки племянников Франческо Марии оказались бездетны. Козимо III обратился к младшему брату с просьбой отказаться от церковного сана ради продолжения династии. 19 (или 20) июня 1709 года Франческо Мария получил освобождение от сана кардинала, сохранив за собой права на многочисленные пансионы в тосканском великом герцогстве и испанском королевстве. В качестве будущей жены для него великий герцог остановил свой выбор на Элеоноре Луизе, принцессе из Гвастальской ветви дома Гонзага, дочери Винченцо, герцога Гвасталлы и Саббьонеты. Брак по доверенности был заключён в Гвасталле 30 (или 29) июня 1709 года. 14 июля того же года во Флоренции состоялась официальная церемония бракосочетания.
После свадьбы Элеонора Луиза отказалась выполнять супружеские обязанности с немолодым и нездоровым мужем. Принцесса боялась заразиться от него сифилисом. Франческо Мария также страдал ожирением и, так называемой, «подагрой Медичи»; у него был артрит плеча, шеи и спины. Ему удалось добиться благосклонности супруги, но и этот брак в доме Медичи оказался бесплодным.

### Смерть
Франческо Мария умер от водянки 3 февраля 1711 года во Флоренции, оставив после себя большие долги, но не оставив наследника. Его похоронили в капелле Медичи, в базилике Святого Лаврентия. Своё имущество, включая виллы Лаппеджи и Лилльяно, он поделил между племянником — великим принцем Джан Гастоне и Конгрегацией бедных святого Иоанна Крестителя с узуфруктом вдовствующей герцогине Элеоноре Луизе и старшему брату — великому герцогу Козимо.
В 1857 году гробницу принца вскрыли и провели эксгумацию. В ходе обследования останков Франческо Марии были сделаны следующие записи: «Скудные костные останки завёрнуты в шёлковую чёрную ткань... сгнившая ткань того же цвета так сильно покрыта плесенью, что невозможно распознать тип одежды; на обуви золотые пряжки. У ног положена трубка, внутри которой уже не было надписи, что должна была там находиться... много кружева обнаружено у костей, но оно было настолько истлевшим, что от прикосновения стало пылью: его признали церковной рясой, принадлежавшей умершему, когда он был облачён в сан кардинала, хотя оно могло быть и частью широкого и короткого плаща, отделанного кружевом, который, согласно записям Сеттиманни [Франческо Сеттиманни] был положен с телом...». На гробнице сохранилась эпитафия на латыни, в которой кратко изложена вся биография принца.

## В культуре
Сохранилось несколько изображений Франческо Марии Медичи на картинах, гравюрах и медальонах. Бюст принца работы Джован Баттисты Фоджини, выполненный около 1686 года, хранится в музее на вилле Черетто-Гвиди. На аверсе бронзового медальона работы Карло Читерни он изображён в одеянии кардинала с надписью на латыни: «Франциск Мария Тосканский, Его Преосвященство кардинал Медичи»; на реверсе — изображена Флоренция в образе женщины, которая с младенцем держит щит с гербом дома Медичи перед античным богом реки, и также есть надпись «Столько вмести чистоты». На аверсе другого бронзового медальона 1710 года работы Антонио Монтаути Франческо Мария изображён уже в светском одеянии с надписью «Принц Франциск Мария Тосканский»; на реверсе — изображено заходящее над морем солнце, чьи лучи разгоняют тучи, с надписью «Велик в закате. 1710 год». Медальон хранится в собрании Музея искусств в Гарварде.
На фреске «Триумф Медичи» кисти Луки Джордано во дворце Медичи-Риккарди, Франческо Мария изображён вместе со старшим братом и обоими племянниками. Известен портрет молодого принца кисти Сустерманса. Искусствовед Майке Фогт-Люэрссен идентифицирует с принцем два детских портрета кисти неизвестных авторов; на одном из них он сидит на руках у матери, в образе младенца Иисуса на руках у Девы Марии, на другом принц изображён в трёх-четырёхлетнем возрасте со шляпой в руке. Его дорожный алтарь, известный под названием «Дорожный алтарь Франческо Марии Медичи», ныне хранится в галерее Уффици во Флоренции.

## Комментарии
1. ↑  Причиной длительного конфликта между родителями Франческо Марии Медичи были гомосексуальные отношения его отца, о которых узнала его мать[5].